# Dorota Zdanowska
Dorota Zdanowska-Girard, née le 4 mars 1954 à Kazimierz Dolny, est une barreuse d'aviron polonaise.

## Carrière
Dorota Zdanowska participe aux Championnats du monde d'aviron en 1975. Elle finit avec ses coéquipiers à la neuvième place.
Elle participe ensuite aux Jeux olympiques de 1976 à Montréal et termine septième à l'épreuve de huit en pointe avec barreur avec l'équipe polonaise féminine d'aviron.

## Vie privée
Elle rencontre le rameur d'aviron français Lionel Girard en 1975 qu'elle épousera ensuite et avec lequel elle aura trois enfants.
Elle est maitre de conférences en économie au sein de Nantes Université à l'IAE Nantes, et est membre permanent du Laboratoire d’Économie et de Management de Nantes-Atlantique (LEMNA).